# Szikszói kistérség
A Szikszói kistérség kistérség Borsod-Abaúj-Zemplén megyében, központja: Szikszó.

## Települései
| Abaújlak    | Abaújszolnok     | Alsóvadász | Aszaló      | Felsődobsza      |
| Felsővadász | Gadna            | Gagybátor  | Gagyvendégi | Halmaj           |
| Hernádkércs | Homrogd          | Kázsmárk   | Kiskinizs   | Kupa             |
| Léh         | Monaj            | Nagykinizs | Nyésta      | Rásonysápberencs |
| Selyeb      | Szentistvánbaksa | Szikszó    |             |                  |